# Georg Kontny
Georg Kontny (* 17. April 1814 in Leschnig, Oberschlesien; † 19. Dezember 1873 in Gleiwitz) war ein deutscher Arzt und Kommunalpolitiker.

## Leben
Kontny promovierte 1836 an der Universität Breslau zum Dr. med. (Titel: De petechiis). Im Anschluss spezialisierte er sich auf Chirurgie und Geburtshilfe und ließ sich in Oberglogau nieder. 1852 wurde Kontny Kreisphysikus des Landkreises Tost-Gleiwitz.
Kontny war ab 1857 Stadtverordneter in Gleiwitz, von 1861 bis 1867 übte er das Amt des Stadtverordnetenvorstehers aus, bevor er von 1867 bis 1871 dem Magistrat der Stadt Gleiwitz angehörte. 1869 wurde ihm der Ehrentitel Sanitätsrat verliehen.
Ursprünglich katholischer Konfession, war Kontny im Jahre 1872 Gründungsvorsitzender des Gleiwitzer Altkatholikenvereins, eine Funktion, die er bis kurz vor seinem Tod innehatte.
Er war verheiratet mit der aus Leobschütz stammenden Ida Kontny, geb. Rotter (1813–1875). Der Sohn Guido Kontny wurde ebenfalls Arzt und Kreisphysikus. Die Tochter Eva heiratete den Kaufmann Joseph Lowack, Sohn eines gleichnamigen Rathmanns aus Grottkau.